# Hase und Igel Verlag
Der Hase und Igel Verlag ist spezialisiert auf pädagogische Fachbücher, Angebote für die Frühpädagogik sowie auf Kinder- und Jugendbücher. Sitz des Verlages ist München; die Auslieferung befindet sich in Garching bei München. Geschäftsführerin ist Helen Hueber.

## Verlagsgeschichte
Gegründet wurde der Verlag 1995 in München zunächst als Versandbuchhandlung mit Angeboten zur Leseförderung. Im Jahr 2000 startete ein eigenes Verlagsprogramm mit Klassenlektüren und lehrplanorientierten Begleitmaterialien. Das Verlagsangebot wurde in den folgenden Jahren um die Bereiche Kinderkrippe und Kindergarten, Kindersachbücher, Kartensätze für das Erzähltheater Kamishibai und logopädische Lernspiele erweitert. Seit dem 1. Januar 2023 gehört der Hase und Igel Verlag zum Hueber Verlag.

## Verlagsprogramm
Im Bereich Grundschule liegt der Schwerpunkt auf Klassenlektüren mit lesefreundlicher Typografie und motivierender Illustration. Zu allen Lektüren werden von erfahrenen Lehrkräften Begleitmaterialien mit Unterrichtsvorschlägen und Kopiervorlagen erstellt. Schulklassen mit stark heterogenen Lesefertigkeiten profitieren von Ausgaben in unterschiedlichen Schwierigkeitsgraden: So gibt es spezielle Titel für den jahrgangsübergreifenden Unterricht (Klasse 1 und 2), Textausgaben mit Silbenhilfe/Silbenmethode (Einfärbung der einzelnen Silben) für die Klassen 1 bis 3 sowie ab Klasse 3 sprachlich und typografisch vereinfachte Varianten, die parallel zur Standardausgabe auch leseschwachen Kindern die Teilhabe am gemeinsamen Lektüreerlebnis ermöglichen.
Für die Sekundarstufe I enthält das Verlagsprogramm neben altersgerechten Erzählstoffen auch eine Reihe bearbeiteter Ausgaben von Klassikern des Kinder- und Jugendbuchs, teilweise gleichfalls mit leicht zu lesenden Varianten. Eine eigene „light“-Reihe mit aktuellen Themen wie Migration, Cybermobbing oder Engagement für Klimaschutz wendet sich an leseschwächere Jugendliche.
Abgerundet wird das Verlagsprogramm im Segment Schule durch Unterrichtsmaterialien, die vor allem für den Deutsch- und Sachunterricht in der Grundschule konzipiert sind. Alle Materialien sind auf die Anforderungen der Bildungs- und Lehrpläne abgestimmt.
Im Kita-Segment liegt der Schwerpunkt des Hase und Igel Verlags auf Kartensätzen für das japanische Erzähltheater Kamishibai. Die umfangreiche Auswahl bietet Bilderbuchgeschichten, Bibelerzählungen, Märchen und Sachthemen, die oft über Fotobildkarten erschlossen werden. Einfache Mitmachgeschichten werden eigens für die Kinderkrippe konzipiert.

## Autoren
Für den Verlag schreiben namhafte Autoren des deutschsprachigen Buchmarkts, darunter Barbara Wendelken, Katja Reider, Heidemarie Brosche, Sigrid Zeevaert, Judith Le Huray, Anne Steinwart, Mirjam Müntefering, Gabriele Beyerlein, Carolin Philipps, Werner Färber, Wolfram Hänel und Manfred Mai.